# Georges Pernot
Pour les articles homonymes, voir Pernot.
 (septembre 2023).
Si vous disposez d'ouvrages ou d'articles de référence ou si vous connaissez des sites web de qualité traitant du thème abordé ici, merci de compléter l'article en donnant les références utiles à sa vérifiabilité et en les liant à la section « Notes et références ».
Georges Pernot, né le 6 novembre 1879 à Besançon (Doubs) où il est mort le 14 septembre 1962, est un avocat et homme politique français.

## Biographie

### Famille
Après la guerre de 1870, son père, Auguste Pernot s'installe à Besançon comme avocat. Georges Pernot est issu d'une famille de 8 enfants. Toute sa vie, Georges Pernot sera proche de ses deux frères, Maurice Pernot et Henri Pernot. Henri sera président de chambre à la cour de Paris et entrera dans la magistrature, et Maurice, âgé de 6 ans de plus que Georges, sortira premier de l'Ecole normale supérieure et deviendra détaché à l'Ecole française de Rome.

### Jeunesse et formation
Georges Pernot étudie le droit à Besançon et s'inscrit au barreau le jour de ses 20 ans. Après son service militaire, il commence à préparer son doctorat et revient à la barre.
En 1904, il obtient la mention très bien à sa thèse sur le salaire de la femme mariée, qui était un travail préparatoire à la loi qui sera promulguée le 19 juillet 1907,.
Le 2 août 1914, jour de sa mobilisation, il est affecté à un régiment territorial. Début octobre, il se porte volontaire pour incorporer le 223e régiment d'infanterie. Il passe alors au titre de sous-officier, puis sous-lieutenant. Le 2 juin 1915, il est grièvement blessé lors d'un engagement de nuit. La croix de l'Ordre national de la Légion d'honneur lui est décernée. Une citation à l'ordre de l'Armée félicite son mérite, son entrain et son courage.
En 1920, âgé de 40 ans, Georges Pernot rentre dans le palais de justice de sa ville natale.

### Carrière politique (1924-1944)
En 1924, après avoir été nommé conseiller municipal, puis conseiller général, il est élu député du Doubs. Il est alors désigné pour la commission de l'assurance et de la prévoyance sociale. André Tardieu et Pierre-Etienne Flandrin lui confient, l'un le porte-feuille des Travaux publics, l'autre le ministère de la Justice. Il aura été appelé avant à l'une des vices-présidences de la Chambre.
En 1928, il choisit de désigner comme arrondissement le Doubs pour y poser sa candidature. Selon la revue Pour la vie, revue d'études familiales, il fut un excellent ministre des Travaux publics et modifia l'aménagement du sol. En 1927, il est depuis 3 ans au Parlement. A son retour des armées, il crée à Besançon une union d'associations familiales ; il devient président de la Fédération des familles nombreuses.
En 1929, Georges Pernot, alors choisi député du Doubs par le président Tardieu, convoque au Ministère des Travaux Publics, Maitre Pierre Bourgeau, alors avocat au barreau de Besançon, et Ancien membre du Conseil Economique et Social, pour rentrer dans son cabinet. Au cours de l’année 1929, Briand, ministre des affaires étrangères de France et Stresemann, ministre des affaires étrangères allemand, se réunissent à La Haye pour régler le contentieux sur le territoire de la Sarre, attribué à la France pour 15 ans pour que celle-ci puisse bénéficier des mines de charbon, selon les termes du traité de Versailles de 1919, car les mines de charbon du nord de la France avaient été sabotées par l’armée allemande en retraite. Le gouvernement de l’époque choisit, sur insistance du Président Tardieu, de nommer Georges Pernot, pour la commission franco-allemande à Paris, portant sur le statut de la Sarre (l’échéance du délai devait conduire les Sarrois à choisir entre : devenir une province française, être rendue à l’Allemagne, ou constituer un petit état indépendant).
En 1930, Georges Pernot est appelé à remplacer Auguste Isaac à la tête de la Fédération à Paris.
En parcourant la France, il étudie les régimes d'allocation et souhaite donner aux textes épars une cohésion.
Georges Pernot est président du groupe Républicain et social, l'un des groupes parlementaires de la Fédération républicaine, fondé par lui en 1932 en réaction à la dérive droitière de la Fédération. Élu sénateur en 1935, il choisit de rejoindre le groupe parlementaire de l'Alliance démocratique plutôt que celui de la Fédération, l'Action nationale républicaine et sociale. Il désigne Fernand Claudet pour le remplacer à la Chambre des députés.[réf. nécessaire]
Il est nommé ministre de la justice dans le gouvernement Flandin 1, où il fait publier en janvier 1935 le décret interdisant aux magistrats toute intervention en leur faveur.[réf. nécessaire]
Il milite dans diverses organisations catholiques ainsi qu'à la Ligue pour le relèvement de la moralité publique, et défend le projet de suffrage familial. Dès 1930, il s'oppose notamment à la mise en place du droit de vote des femmes et au libre choix de l'épouse concernant une profession en imposant la mise en place d'un véto par l'époux. Cela signifie que les femmes mariées doivent recourir à la justice pour juger le désaccord sur la profession de ces dernières.
En 1939, il fait adopter le Code de la famille: fin juillet 1939, le Code de la famille est promulgué. La première lettre que reçoit Georges Pernot une fois le décret publié est celle du président du conseil, Edouard Daladier.
En août 1939, le Congrès de la Fédération des familles nombreuses se prépare à Besançon. Il n'y aura pas de Congrès. Georges Pernot est appelé, à la déclaration de guerre, par le président du Conseil, qui lui confie le ministère du blocus. Un ministère de la Famille est créé, Georges Pernot se trouvant le premier titulaire. Mais à peine pris ses fonctions, le pouvoir lui échappe; le gouvernement fuit de Paris à Tours, de Tours à Bordeaux, de Bordeaux à Vichy. Pendant plusieurs semaines, il reste sans nouvelles de son fils Jean-François, fait prisonnier à Dunkerque. Son fils Paul, blessé, passera d'hôpital en hôpital.
Toutes les demandes des divers ministères aux services de l'occupation, pour demander la possibilité pour Georges Pernot, de regagner Besançon, sont refusées. Georges Pernot devra passer de Vichy à Marseille, de Toulouse à Lyon.
A la Libération, Maurice et Georges Pernot entrent chez le chef d'Etat, comme à la présidence du Conseil. Georges Pernot sera écarté de la première liste des membres du conseil national. Le ministère de la Famille est pratiquement supprimé et est rattaché au ministère des Anciens Combattants; le 17 juin 1940, Georges Pernot en remet les services. Mais une commission du Statut des associations familiales est créé: Georges Pernot est nommé le vice-président.
Georges Pernot n'a cependant jamais cessé de plaider et de consulter. Avec le mot de Poincarré au Parlement lui étant adressé : "Vous êtes notre premier avocat", il apparait pendant plusieurs mois comme le meilleur avocat de France. Il est le seul jurisconsulte qui, depuis Portalis, ait contribué à modifier l'orientation du code civil.
A Aix, Georges Pernot plaide un des plus grands procès de sa carrière, le 12 mai 1941, devant la Chambre des mises en accusation de la Cour. Il demande la liberté d'Anso, ancien garde des sceaux du gouvernement républicain espagnol, lui évitant un internement dans un camp de concentration. À la suite de ce procès, Georges Pernot écrit dans son journal: "Heureusement, il y a encore des magistrats indépendants qui refusent de se plier aux ordres de la Chancellerie".
A la Cour de Toulouse, il remporte deux fois une victoire comme à Aix, en montrant que la guerre civile d'Espagne continue en France, et Moro Giafferi répète: "Pernot est l'un des meilleurs avocats de France".
En juin 1942, il écrit pour la revue politique des idées et des institutions l'article "La politique familiale, condition du salut". Il écrit encore des articles et les signe; il consulte et prend l'initiative de procédures, par personne interposée. Les autorités d'occupation le recherchent, une fois les clauses de l'Armistice dénoncées. Il passe une retraite en monastère, à Fontenelle (Doubs). Il échange alors avec son secrétaire, Paul Mathely, sous le couvert de la prieure du couvent.

### Carrière politique (1945-1959)
A la Libération, Georges Pernot retrouve la liberté. Il est nommé président d'honneur de la Fédération des familles de France, familles nombreuses et jeunes foyers, la Fédération des familles nombreuses ayant fusionné avec la Confédération générale des familles et La Plus Grande Famille.
A la création du Conseil de la République, Georges Pernot va de nouveau au Luxembourg. Il fait partie des sénateurs délégués à Strasbourg à l'assemblée du Conseil de l'Europe. Il est délégué adoint de la France à la Commission des questions sociales du Conseil économique et social de l'organisation des Nations unies.
En 1952, il siège à New York au Congrès des Nations unies comme représentant de la France. Mais, depuis le temps où il se rendait à Genève à la Société des Nations, "son visage et son attitude physique ont changé au long des années. La stature s'est faite plus massive. La tête s'est enfoncée davantage entre les puissantes épaules. Les cheveux ondulent encore, mais leurs reflets d'argent adoucissent le masque. La moustache qui a blanchi elle aussi est maintenant coupée court. Les mains sont toujours très vivantes, le regard demeure profond".
Le 21 juin 1954, Georges Pernot est nommé membre de la Commission européenne des Droits de l'Homme. Le Comité des ministres du Conseil de l'Europe adopte le projet le 4 novembre 1950 relatif à une convention européenne de sauvegarde des droits de l'homme et des libertés fondamentales. L'article 2 du protocole additionnel signé le 20 mars 1952 était dû en grande part à Georges Pernot: "Nul ne peut se voir refuser le droit à l'instruction. L'Etat, dans l'exercice de ses fonctions qu'il assumera dans le domaine de l'éducation et de l'enseignement, respectera le droit des parents d'assurer cette éducation et cet enseignement conformément à leurs convictions religieuses et philosophiques".
Pressenti pour être président de la République en 1953, il s'efface devant René Coty[réf. nécessaire].
Il exerce la fonction de sénateur sous la IVe République jusqu'en 1959, date de l’entrée en vigueur de la Ve République et du renouvellement intégral du Sénat.

### Fin de vie
Sans mandat à partir de 1959, Georges Pernot meurt à Besançon le 14 septembre 1962.

## Détail des mandats et fonctions

### Au gouvernement
- Ministre des Travaux publics du 3 novembre 1929 au 13 décembre 1930 dans le gouvernement André Tardieu (1) et le gouvernement André Tardieu (2)
- Ministre de la Justice du 8 novembre 1934 au 7 juin 1935 dans le gouvernement Pierre-Étienne Flandin (1) et le gouvernement Fernand Bouisson
- Ministre du Blocus du 13 septembre 1939 au 21 mars 1940 dans le gouvernement Édouard Daladier (5)
- Ministre de la Famille et de la Santé publique du 6 au 16 juin 1940 dans le gouvernement Paul Reynaud

### Au Parlement
- Député du Doubs de 1924 à 1935
- Sénateur du Doubs de 1935 à 1940 et de 1946 à 1959
- Vice-président de la Chambre des députés (1928)

### Au niveau local
- Conseiller général du Doubs

### Autres
- Délégué de la France au Conseil économique et social de l'ONU (1948)
- Représentant de la France au Conseil de l'Europe

## Décoration
- Commandeur de la Légion d'honneur[2]